# Samoilovka
Samoilovka (en rus: Самойловка) és un poble del krai de Krasnoiarsk, a Rússia, segons el cens del 2010 tenia 599 habitants. Pertany al districte municipal d'Àban.